# Nysa (Polen)
Nysa (tysk: Neisse) er en by ved floden ved Nysa Kłodzka i den sydvestlige del af Opole Voivodeship i det sydlige Polen.  Byen  har 42.151(2021) indbyggere og et areal på 	27,5  km², og er  den  tredjestørste  by i voivodskabet.  Den er administrationsby i  powiatet (amt) 	Nysa. 
Byen kendes fra 1000-tallet, og blev i middelalderen indlemmet i det schlesiske hertugdømme Nysa. Schlesien blev i 1300-tallet underlagt Bøhmen, som i 1526 kom under Habsburgriget, og som igen tabte området til Preussen i 1740'erne i forbindelse med de schlesiske krige. Byen blev i 1945 afstået til Polen sammen med de øvrige tyske østområder som følge af 2. verdenskrig.